# Anthems
Anthems (рус. Гимны) — одиннадцатый альбом словенской индастриал-группы Laibach, вышедший в 2004 году, является самым известным сборником, на котором собраны лучшие песни словенской группы с момента её образования до момента выпуска альбома.
Anthems состоит из двух дисков. На первом диске (длительность 78:03) собраны лучшие композиции Laibach в оригинальном исполнении. На втором диске (длительность 77:59) собраны известнейшие ремиксы песен Laibach. Также прилагается 44-страничный буклет с фотографиями членов группы и рассказом об истории всего коллектива. Единственной новой песней является «Mama Leone»

## Список композиций

### Диск 1
1. Das Spiel ist aus — 3:18
2. Tanz mit Laibach — 4:17
3. Final countdown — 5:39
4. Alle gegen alle — 3:52
5. Wirtschaft ist tot — 3:45
6. God is god — 3:42
7. In the army now — 4:31
8. Get back — 4:22
9. Sympathy for the devil — 5:34
10. Leben heisst Leben — 5:26
11. Geburt einer Nation — 4:21
12. Opus dei — 5:01
13. Die Liebe — 3:52
14. Panorama — 4:52
15. Država — 4:19
16. Brat moj — 6:02
17. Mama Leone — 4:51

### Диск 2
1. Das Spiel ist aus (Ouroborots mix) — 4:05
2. Liewerk (3.Oktober Kraftbach mix) — 4:21
3. Wir tanzen Ado Hynkel (Zeta Reticula mix) — 5:39
4. Final countdown (Beyond the infinite Juno reactor mix) — 7:37
5. God is god (Optikal vocal mix) — 5:44
6. War (ultraviolence meets Hitman mix) — 6:19
7. God is god (diabolig mix) — 3:36
8. Final countdown (Mark Stent alternate mix) — 5:48
9. Wirtschaft ist tot (late night mix) — 5:22
10. Jesus Christ superstar (Random logic mix) — 6:22
11. Wirtschaft (R. Hawtin hardcore noise mix) — 5:18
12. Brat moj (Randomlogic mix) — 5:09
13. Smrt za smrt (Octex mix) — 7:02
14. WAT (iTurk mix) — 5:29